# Abi Mansur ibn Husayn Abu Said
Abu-Sad Mansur ibn al-Hussayn ar-Razí al-Abí (àrab: أبو سعد منصور بن الحسين الرازي يكنى الآبي, Abū Saʿd Manṣūr b. al-Ḥusayn ar-Rāzī al-Ābī), més conegut simplement com al-Abí, fou visir en temps dels buwàyhides.
Fou protegit del gran visir buwàyhida Sàhib ibn Abbad (936-995). Va servir com a visir a Rayy sota Majd-ad-Dawla Rustam ibn Fakhr-ad-Dawla ibn Rukn-ad-Dawla, governant de Rayy, Hamadan i Esfahan. Portava el títol d'al-wazir al-kabir i de zayn al-kofat.
Va morir el 1030. Fou conegut per les seves poesies.